# Estádio Beira-Rio
Estádio Beira-Rio je víceúčelový stadion v brazilském městě Porto Alegre. V současnosti je nejvíce využíván pro fotbal. Domácí zápasy zde hraje tým SC Internacional. Byl otevřen v roce 1969. Kapacita je 51 300 diváků. Počet parkovacích míst u stadionu je 5 000. Byl přestavěn pro Mistrovství světa 2014, během něhož se na něm odehrálo 5 zápasů.